# Vzpírání na Letních olympijských hrách 2008 – muži nad 105 kg
Vzpěrači nad 105 kg svým vystoupením 19. srpna završili vzpěračské soutěže na Letních olympijských hrách 2008. V nejtěžší váhové kategorii startovalo celkem 14 závodníků ze 12 zemí, 1 z nich nebyl v dvojboji klasifikován. Olympijským vítězem se stal reprezentant Německa Matthias Steiner.
Po trhu se vedení ujal Rus Jevgenij Čigišev, který zvládl 210 kg. Další favorité se drželi v závěsu, menší ztrátu nabral pouze Matthias Steiner, který po neúspěchu v třetím pokusu ztrácel 7 kg. V nadhozu se Čigišev snažil bránit svůj náskok. Šestým platným pokusem v soutěži vzepřel 250 kg, zapsal si dvojbojový výsledek 460 kg a v té chvíli již měl jistou medaili, neboť v soutěži dále pokračovali již pouze Steiner a Lotyš Viktors Ščerbatihs. Oba se snažili získat zlato a své poslední pokusy patřičně navýšili. Ščerbatihs ve svém pokusu neuspěl. Posledním pokusem v soutěži tak mohl vítězství uchvátit ještě Steiner. Na váhu 258 kg se dostatečně zkoncentroval, uspěl a pro svou zemi získal první a zároveň jedinou medaili ze vzpěračských soutěží. Čigišev skončil druhý, a tak Rusko zůstalo bez zlaté vzpěračské medaile z Olympijských her v Pekingu. Třetí místo obsadil Lotyš Ščerbatihs.

## Program
Pozn.: Pekingského času (UTC+8)
| Datum                 | Čas         | Skupina |
| --------------------- | ----------- | ------- |
| Úterý, 19. srpna 2008 | 15:30–17:00 | B       |
| Úterý, 19. srpna 2008 | 19:00–20:30 | A       |

## Přehled rekordů
Pozn.: Platné před začátkem soutěže
| Druh rekordu              | Disciplína | Držitel           | Výkon  |
| ------------------------- | ---------- | ----------------- | ------ |
| Světové rekordy           | Trh        | Husajn Reza Zadeh | 213 kg |
| Světové rekordy           | Nadhoz     | Husajn Reza Zadeh | 263 kg |
| Světové rekordy           | Dvojboj    | Husajn Reza Zadeh | 472 kg |
| Olympijské rekordy        | Trh        | Husajn Reza Zadeh | 212 kg |
| Olympijské rekordy        | Nadhoz     | Husajn Reza Zadeh | 262 kg |
| Olympijské rekordy        | Dvojboj    | Husajn Reza Zadeh | 472 kg |
| Světové juniorské rekordy | Trh        | Jevgenij Pisarev  | 196 kg |
| Světové juniorské rekordy | Nadhoz     | Arťom Udačyn      | 240 kg |
| Světové juniorské rekordy | Dvojboj    | Arťom Udačyn      | 430 kg |

## Výsledky
| Poř.                        | Závodník                   | Stát            | Těl. hm. [kg] |       | Trh [kg] | Trh [kg] | Trh [kg] |       | Nadhoz [kg] | Nadhoz [kg] | Nadhoz [kg] |  | Výsledek [kg] |
| --------------------------- | -------------------------- | --------------- | ------------- | ----- | -------- | -------- | -------- | ----- | ----------- | ----------- | ----------- |  | ------------- |
| Poř.                        | Závodník                   | Stát            | Těl. hm. [kg] | 1. p. | 2. p.    | 3. p.    | 1. p.    | 2. p. | 3. p.       |             |             |  | Výsledek [kg] |
| Zlatá olympijská medaile    | Matthias Steiner           | Německo         | 145,93        |       | 198      | 203      | 207      |       | 246         | 248         | 258         |  | 461           |
| Stříbrná olympijská medaile | Jevgenij Čigišev           | Rusko           | 124,13        |       | 200      | 205      | 210      |       | 240         | 247         | 250         |  | 460           |
| Bronzová olympijská medaile | Viktors Ščerbatihs         | Lotyšsko        | 144,97        |       | 198      | 203      | 206      |       | 242         | 244         | 257         |  | 448           |
| 4.                          | Arťom Udačyn               | Ukrajina        | 144,09        |       | 197      | 203      | 207      |       | 235         | 235         | 241         |  | 442           |
| 5.                          | Ihor Šymečko               | Ukrajina        | 130,25        |       | 193      | 197      | 201      |       | 217         | 227         | 232         |  | 433           |
| 6.                          | Rashid Sharifi [zápis?]    | Írán            | 142,89        |       | 188      | 192      | 196      |       | 230         | 238         | 238         |  | 426           |
| 7.                          | Grzegorz Kleszcz           | Polsko          | 131,16        |       | 185      | 185      | 190      |       | 232         | 234         | 234         |  | 419           |
| 8.                          | Almir Velagic              | Německo         | 132,16        |       | 180      | 184      | 188      |       | 220         | 225         | 230         |  | 413           |
| 9.                          | Damon Kelly                | Austrálie       | 154,15        |       | 165      | 170      | 170      |       | 211         | 211         | 221         |  | 386           |
| 10.                         | Itte Detenamo              | Nauru           | 148,48        |       | 165      | 170      | 175      |       | 205         | 210         | 215         |  | 385           |
| 11.                         | Antti Everi                | Finsko          | 130,04        |       | 166      | 166      | 171      |       | 195         | 201         | 201         |  | 366           |
| 12.                         | Sam Pera                   | Cookovy ostrovy | 122,96        |       | 148      | 155      | 155      |       | 188         | 188         | 195         |  | 350           |
| 13.                         | Maamaloa Lolohea           | Tonga           | 135,13        |       | 127      | 135      | 140      |       | 173         | 185         | 185         |  | 313           |
|                             | Džon Sang-guen [zápis?]    | Jižní Korea     | 155,49        |       | 195      | 195      | 195      |       |             |             |             |  |               |
|                             | Džábir Saíd Salem [zápis?] | Katar           |               |       |          |          |          |       |             |             |             |  |               |